# Shinpi no Hō
Shinpi no Hō (神秘の法? traducibile come La legge del mistero), anche noto con il titolo internazionale The Mystical Laws è un film d'animazione giapponese del 2012 diretto da Imakake Isamu. Il film è stato proiettato nelle sale giapponesi ed americane il 6 ottobre 2012, dopo un'anteprima avvenuta il 26 agosto 2012. Il film è un adattamento di un libro di Ryuho Okawa, il fondatore di un controverso ordine religioso conosciuto come Kōfuku no Kagaku.